# Шабзерское
Шабзерское (также Шапшезерское, Шайзеро) — озеро в Вологодской области России. Располагается в северо-западной части Харовского района, к северу от Кумзерского озера, в 39 км к северо-западу от Харовска. Относится к бассейну Кубенского озера. 
Площадь зеркала — 1,3 км². Площадь водосборного бассейн озера составляет 18,3 км². Высота над уровнем моря — 151,0 м. Расстояние между крайними точками озера— 6,8 км, в западной части ширина достигает 740 м.
Форма озера зигзагообразная, береговая линия изрезана. Берега пологие, покрытые лугами и прибрежным кустарником, местами подступает смешанный лес. Река Баучиха впадает на западе, на востоке вытекает Шапша. На берегу находятся деревни Цариха, Сиренская, Панинская и Тимошинская.
Код объекта в государственном водном реестре — 03020100111103000003587.